# St. Pauli Bekehrung (Taufkirchen (Vils))

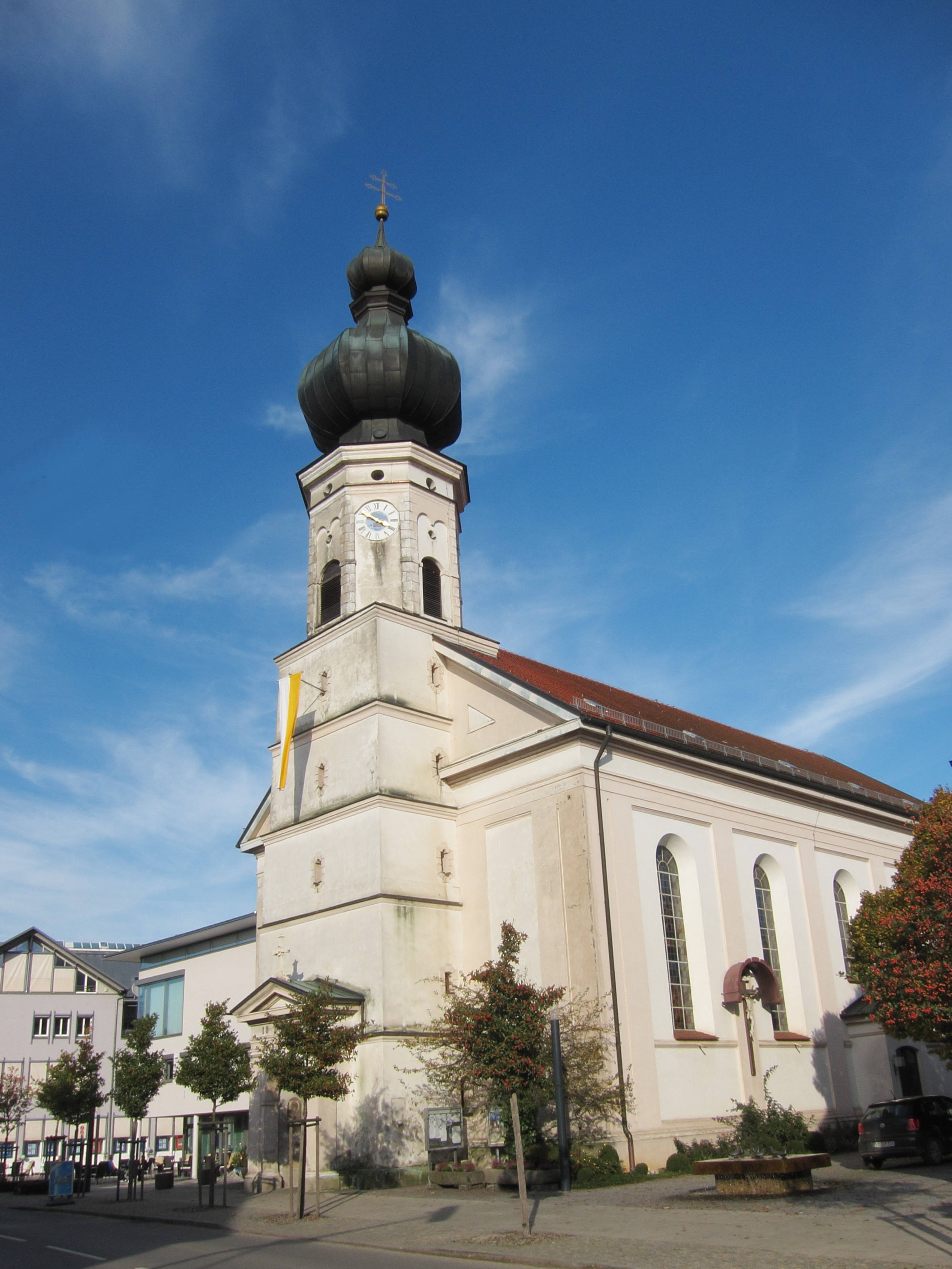
St. Pauli Bekehrung in Taufkirchen (Vils)

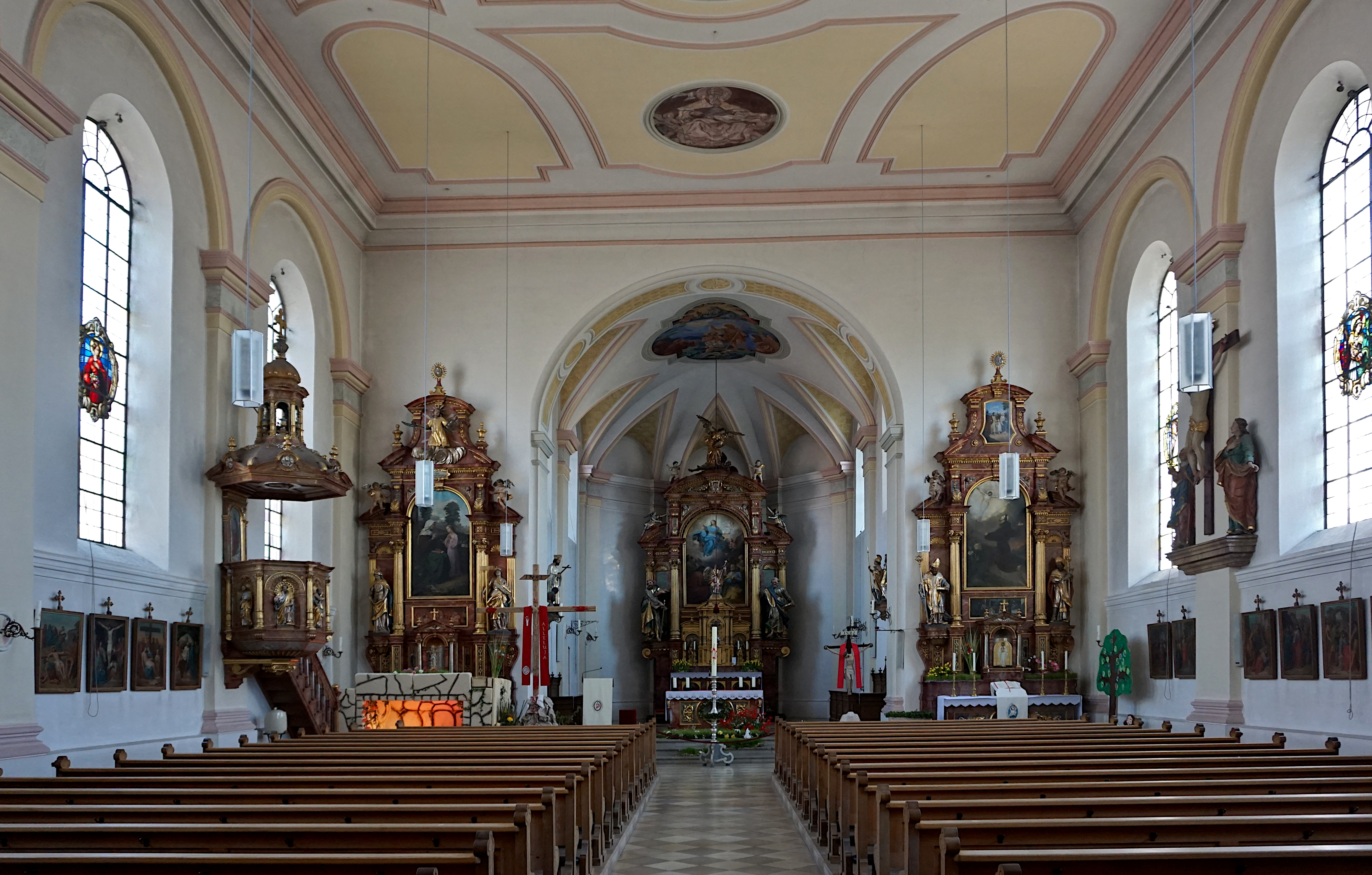
Innenansicht

Die römisch-katholische Pfarrkirche St. Pauli Bekehrung steht in Taufkirchen (Vils), einer Gemeinde im oberbayerischen Landkreis Erding. Sie ist in der Liste der Baudenkmäler in Taufkirchen (Vils) unter der Nr. D-1-77-139-1 eingetragen. Die Kirche gehört zum Dekanat Erding im Erzbistum München und Freising.

## Beschreibung
Die Saalkirche wurde 1889/90 nach einem Entwurf von Joseph Elsner im Stil des Historismus errichtet. Sie besteht aus dem Langhaus, dem eingezogenen, dreiseitig geschlossenen Chor im Osten und der Sakristei an der Südwand des Chors. Die unteren Geschosse des Kirchturms im Westen sind noch spätgotisch. Er wurde mit einem achteckigen Geschoss aufgestockt, das die Turmuhr und den Glockenstuhl mit vier Glocken enthält. Die Zwiebelhaube des Turms ist von einer Laterne bekrönt.
Der Hochaltar stammt vom Vorgängerbau. Links und rechts an dem Altar stehen von Christian Jorhan dem Älteren 1761 geschnitzte Figuren des Simon Petrus und des Paulus von Tarsus.

## Orgel

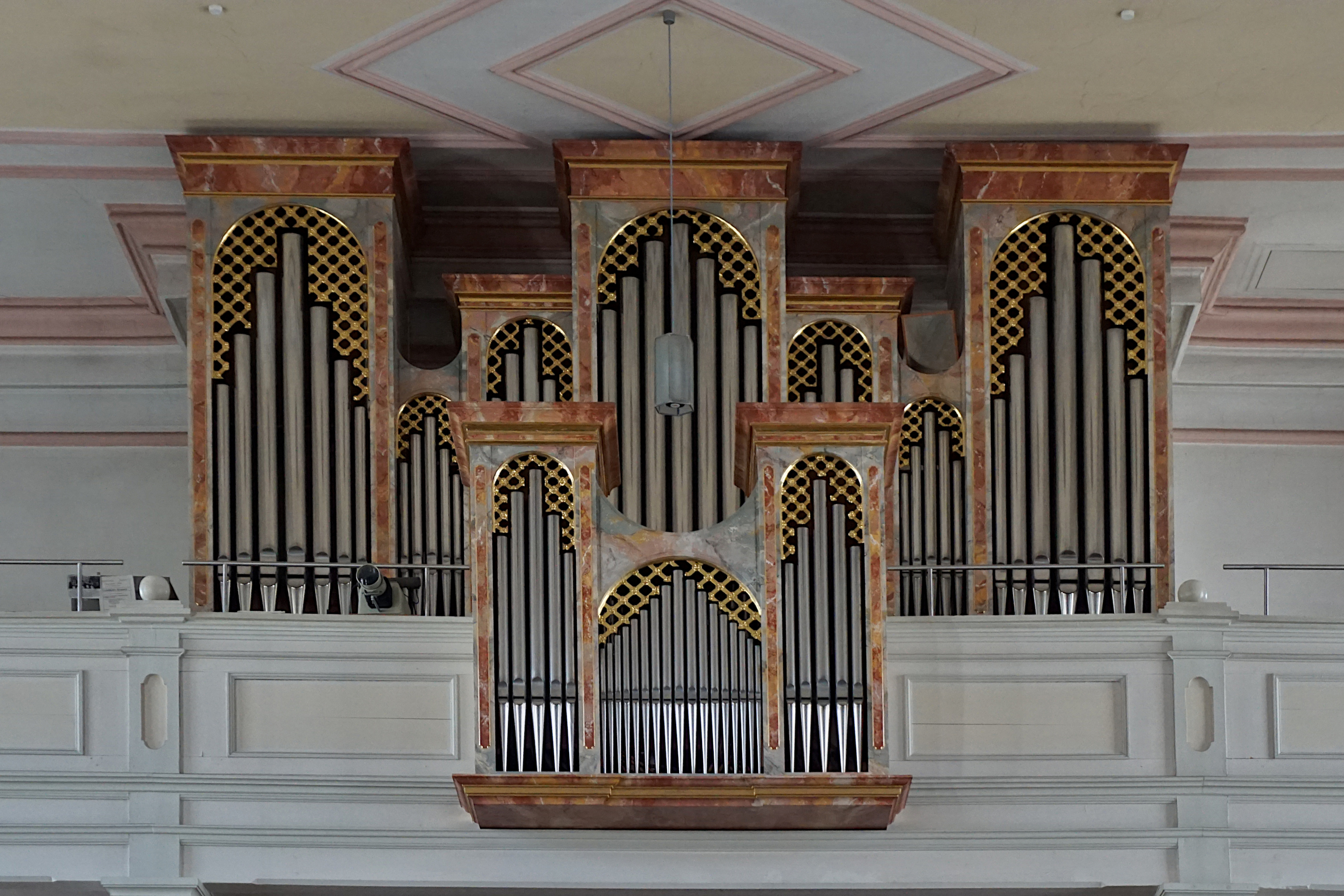
Die Staller-Orgel

Die Orgel mit 27 Registern, verteilt auf zwei Manuale und Pedal, baute 1987 Anton Staller.
Sie hat Schleifladen, mechanische Spiel- und elektrische Registertraktur.
Die Disposition lautet:
| I Hauptwerk C– |              |
| Bordun         | 16′          |
| Prinzipal      | 8′           |
| Gedackt        | 8′           |
| Salicional     | 8′           |
| Oktav          | 4′           |
| Blockflöte     | 4′           |
| Kleinoktave    | 2′           |
| Sesquialter    | 2 ⁄3′+1 3⁄5′ |
| Mixtur IV–V    | 1 ⁄3′        |
| Trompete       | 8′           |

| II Rückpositiv C– |       |
| Rohrflöte         | 8′    |
| Quintade          | 8′    |
| Prinzipal         | 4′    |
| Koppelflöte       | 4′    |
| Feldpfeife        | 2′    |
| Gemsquinte        | 1 ⁄3′ |
| Scharff IV        | 1′    |
| Regal             | 16′   |
| Rohrschalmey      | 8′    |
| Tremulant         |       |

| Pedal C–      |       |
| Subbaß        | 16′   |
| Violon        | 16′   |
| Oktavbaß      | 8′    |
| Pommer        | 8′    |
| Oktav         | 4′    |
| Choralbaß     | 2′    |
| Hintersatz IV | 2 ⁄3′ |
| Fagott        | 16′   |

- Spielhilfe: 4-facher Setzer